# Maurice Verberne
Maurice Verberne (Beek en Donk, 12 juni 1971) is een Nederlands voormalig voetballer en huidig voetbaltrainer.
Verberne speelde in de jeugd bij Sparta '25 en Helmond Sport. Hij debuteerde op 24 oktober 1992 als profvoetballer bij Helmond Sport in de uitwedstrijd tegen AZ als invaller voor Peter Geurts. Hierna speelde hij voor FC Den Bosch, RBC Roosendaal, TOP Oss, ADO Den Haag en hij besloot zijn profloopbaan in 2005 na 267 wedstrijden en 10 doelpunten bij MVV. Hij speelde daarna twee seizoenen bij RIOS '31 uit Echt. Van 2007 tot november 2010 speelde hij voor Dijkse Boys waarmee hij in 2010 naar de Topklasse promoveerde. 
Daarna werd hij assistent-trainer en jeugtrainer bij MVV Maastricht. Begin 2010 was hij ad-interim kort hoofdtrainer. Van 2013 tot 2018 was hij assistent bij FC Eindhoven. In januari 2019 werd Verberne assistent-trainer bij NAC Breda. Na het ontslag van hoofdtrainer Mitchell van der Gaag in maart 2019 werd Verberne uit de technische staf gehaald. In het seizoen 2019/20 is hij assistent van Jean-Paul de Jong bij Roda JC Kerkrade. Na diens ontslag zat Verberne vijf duels als interim-coach op de bank bij Roda JC. Hij werd afgelost door René Trost, maar door de Corona-uitbraak zat die geen duel op de bank als trainer. Op 1 juni kwam zijn contract bij Roda JC ten einde, omdat de nieuwbakken hoofdtrainer Jurgen Streppel zijn eigen assistent-trainer meenam naar Kerkrade.
In 2021 werd hij assistent bij MVV Maastricht. Op 29 maart 2022 werd bekend dat hij de taken van de ontslagen hoofdtrainer Klaas Wels overnam tot het einde van het seizoen 2021/22. Later tekende hij een contract voor een seizoen met de optie voor een tweede seizoen als hoofdtrainer van MVV.
In 2024 nam MVV Maastricht afscheid van Verberne wat de Noord-Brabander de mogelijkheid gaf om het seizoen 2024/25 als hoofdtrainer van FC Eindhoven te fungeren.

## Clubstatistieken
| seizoen | club           | competitie     | duels | goals |
| ------- | -------------- | -------------- | ----- | ----- |
| 1992/93 | Helmond Sport  | Eerste Divisie | 13    | 1     |
| 1993/94 | Helmond Sport  | Eerste Divisie | 11    | 1     |
| 1994/95 | FC Den Bosch   | Eerste Divisie | 22    | 3     |
| 1995/96 | Helmond Sport  | Eerste Divisie | 26    | 0     |
| 1996/97 | RBC            | Eerste Divisie | 22    | 0     |
| 1997/98 | RBC            | Eerste Divisie | 31    | 1     |
| 1998/99 | RBC            | Eerste Divisie | 25    | 0     |
| 1999/00 | RBC Roosendaal | Eerste Divisie | 5     | 0     |
| 2000/01 | RBC Roosendaal | Eerste Divisie | 0     | 0     |
| 2000/01 | TOP Oss        | Eerste Divisie | 17    | 0     |
| 2001/02 | ADO Den Haag   | Eerste Divisie | 30    | 1     |
| 2002/03 | ADO Den Haag   | Eerste Divisie | 18    | 2     |
| 2003/04 | ADO Den Haag   | Eredivisie     | 5     | 0     |
| 2003/04 | MVV            | Eerste Divisie | 22    | 1     |
| 2004/05 | MVV            | Eerste Divisie | 26    | 0     |